# ترمس منتشر
الترمس المنتشر (باللاتينية: Lupinus diffusus) نوع نباتي يتبع جنس الترمس من الفصيلة البقولية المعروفة بقدرتها على تثبيت النيتروجين الجوي من خلال بكتيريا المستجذرة.
موطنه جنوب شرق الولايات المتحدة الأمريكية من ولاية كارولينا الشمالية إلى فلوريدا جنوبًا وإلى ولاية ميسيسيبي غربًا.

## الوصف النباتي
نبات عشبي معمر أوراقه مركبة كفية، تضم كل واحدة منها ما بين عدة وريقات.